# 미키 루크
미키 루크(Mickey Rourke, 1952년 9월 16일 ~ )는 미국의 배우이다.

## 출연작 목록
씬 시티 2 (2013)
마브 역 | 미국 | 범죄, 액션, 스릴러 | 감독 프랭크 밀러
커리어 (2011)
미국 | 범죄 | 감독 하니 아부아사드
신들의 전쟁 (2011)
히페리온 역 | 미국 | 액션, 판타지 | 감독 타셈 싱
익스트림 No.13 (2011)
제퍼슨 역 | 미국 | 스릴러 | 감독 겔라 바블루아니
아이언맨 2 (2010)
이반 역 | 미국 | 액션, 모험, SF | 감독 존 패브로
패션 플레이 (2010)
네이트 역 | 미국 | 스릴러, 드라마 | 감독 미치 글래이저
더 레슬러 (2008)
랜디 `더 램` 로빈슨 역 | 미국, 프랑스 | 액션, 드라마 | 감독 대런 애러노프스키
킬샷 (2008)
블랙버드 역 | 미국 | 액션, 스릴러 | 감독 존 매든
인포머스 (2008)
피터 역 | 독일, 미국 | 스릴러, 범죄 | 감독 그레거 조던
씬 시티 (2005)
마브 역 | 미국 | 범죄, 액션 | 감독 프랭크 밀러
원스 어폰 어 타임 인 멕시코 (2003)
빌리 역 | 멕시코 | 액션 | 감독 로버트 로드리게스
스펀 (2002)
스웨덴, 미국 | 코미디, 범죄, 드라마 | 감독 요나스 오케르룬드
BMW 단편 프로젝트 - 폴로우 (2001)
남편 역 | 미국 | 액션, 미스터리 | 감독 왕자웨이
더블 팀 (1997)
스타브로스 역 | 미국 | 스릴러, 액션 | 감독 서극
포인트 블랭크 (1997)
미국 | 범죄, 액션 | 감독 맷 얼 비슬리
나인 하프 위크 2 (1997)
존 역 | 미국 | 성인 | 감독 앤 거소드
블렛 (1996)
미국 | 액션 | 감독 줄리언 템플
엑시트 인 레드 (1996)
미국 | 스릴러 | 감독 유레크 보가예비츠
폴 타임 (1995)
미국 | 코미디, 범죄, 드라마 | 감독 폴 워너
FTW (1994)
미국 | 로맨스/멜로 | 감독 마이클 카벨니코프
미키 루크의 추적자 (1993)
그라프 역 | 미국 | 서부 | 감독 제프 머피
할리와 말보로 맨 (1991)
미국 | 액션 | 감독 사이먼 윈서
와일드 오키드 (1990)
제임스 휠러 역 | 미국 | 로맨스/멜로, 드라마 | 감독 잘만 킹
광란의 시간 (1990)
마이클 보스워스 역 | 미국 | 범죄, 스릴러 | 감독 마이클 치미노
쟈니 핸썸 (1989)
존 '조니 핸섬' 시들리 역 | 미국 | 범죄 | 감독 월터 힐
프란체스코 (1989)
이탈리아 | 드라마 | 감독 릴리아나 카바니
홈보이 (1988)
미국 | 드라마 | 감독 마이클 세레신
술고래 (1987)
헨리 치나스키 역 | 미국 | 로맨스/멜로, 코미디 | 감독 바벳 슈로더
엔젤 하트 (1987)
해리 엔젤 역 | 캐나다, 영국, 미국 | 미스터리, 공포 | 감독 앨런 파커
죽는 자를 위한 기도 (1987)
미국 | 액션 | 감독 마이크 호지스
나인 하프 위크 (1986)
존 역 | 미국 | 로맨스/멜로, 드라마 | 감독 에이드리언 라인
이어 오브 드라곤 (1985)
스탠리 화이트 역 | 미국 | 액션, 범죄 | 감독 마이클 치미노
럼블 피시 (1983)
미국 | 액션 | 감독 프랜시스 포드 코폴라
그리니치의 건달들 (1983)
미국 | 액션 | 감독 스튜어트 로젠버그
용의자 (1982)
오렐리오 다마토 역 | 영국, 미국 | 스릴러, 드라마 | 감독 니콜라스 뢰그
사랑의 총구 (1980)
미국 | 드라마 | 감독 주드 테일러

## 수상 경력
- 1982년 제3회 보스턴비평가협회상 남우조연상
- 1983년 제17회 전미비평가협회상 남우조연상
- 1987년 주피터어워즈 외국남자배우상
- 2005년 제31회 새턴어워즈 최우수남우조연상
- 2005년 제18회 시카고비평가협회상 남우조연상
- 2006년 이리쉬영화&텔레비전어워즈 남우조연상
- 2006년 온라인영화비평가협회상 남우조연상
- 2008년 골든오렌지어워즈 명예상
- 2008년 켄자스시티비평가협회상 남우주연상
- 2008년 제7회 워싱턴비평가협회상 남우주연상
- 2008년 제29회 보스턴비평가협회상 남우주연상
- 2008년 오클라호마비평가협회상 남우주연상
- 2008년 센트럴오하이오비평가협회상 남우주연상
- 2008년 샌프란시스코비평가협회상 남우주연상
- 2008년 제21회 시카고비평가협회상 남우주연상
- 2008년 루와비평가협회상 남우주연상
- 2008년 플로리다비평가협회상 남우주연상
- 2008년 디트로이트비평가협회상 남우주연상
- 2008년 유타비평가협회상 남우주연상
- 2009년 샌디에고비평가협회상 남우주연상
- 2009년 온라인영화비평가협회상 남우주연상
- 2009년 제66회 골든글로브시상식 드라마부문 남우주연상
- 2009년 제24회 산타바바라국제영화제 아메리칸 리비에라상
- 2009년 제29회 런던비평가협회상 남우주연상
- 2009년 토론토비평가협회상 남우주연상
- 2009년 제24회 인디펜던트스피릿어워즈 남우주연상
- 2009년 제62회 영국아카데미시상식 남우주연상
- 2010년 스크림어워즈 최고의 악당상